# Daniele Franco
Pour les articles homonymes, voir Franco.
Daniele Franco est un économiste, banquier, fonctionnaire et homme politique italien né le 7 juin 1953 à Trichiana (Vénétie).
Sans étiquette, il est le ministre de l'Économie et des Finances de 2021 à 2022 dans le gouvernement Draghi. De 2020 à 2021, il a été directeur général de la Banque d'Italie.